# Michalina Stefanowska
Michalina Stefanowska (20 novembre 1855 - 15 décembre 1942) est une neurophysiologiste et biologiste polonaise. Elle est la deuxième femme, après Marie Curie, à devenir membre de l'Académie des connaissances polonaise.

## Jeunesse et formation
Michalina Stefanowska naît à Grodno (Pologne) le 20 novembre 1855 de Ferdynand et Joanna née Sienkiewicz. Après l'obtention de son diplôme en 1872, elle est professeur de sciences naturelles et géographie dans un lycée pour femmes de Grodno puis de Lodz.
Entre 1863 et 1883, elle étudie la biologie, en particulier la zoologie avec K. Vogel et H. Fola, à l'Université de Genève, où elle obtient un doctorat en sciences naturelles en 1889. Entre 1891 et 1897, elle étudie les sciences naturelles et la psychologie à Paris.

## Carrière
Entre 1897 et 1906, elle travaille à l'Institut de physiologie de Bruxelles. Elle y est rejointe en 1898 par Józefa Joteyko sa compagne et collègue à Genève et Paris. Elles publient ensemble de nombreux articles de recherche, remportant plusieurs prix comme le Prix Dieudonnée de l'Académie Royale de Médecine de Belgique en 1901 et le Prix Montyon de l'Académie des Sciences en 1903.
En 1903,  Stefanowska obtient son diplôme postdoctoral en physiologie générale de l'Université de Genève et accepte un poste de privatdozent en physiologie à l'Université de Genève. Elle se joindra ensuite aux recherches de l'Institut botanique de l'université et de l'Ecole Cantonale d'Horticulture pour travailler en physiologie végétale.
De retour en Pologne en 1908, elle est conférencière à la Faculté de Sciences humaines de Varsovie. Dès 1912 et pendant toute la première guerre mondiale, elle dirige le gymnase pour filles Orzeszkowa à Łódź tout en donnant des cours à l'Université de Poznan. A la demande des autorités scolaires de Varsovie, elle créé les premières classes spéciales pour enfants mentalement handicapés et conçoit un cursus d'une année pour les enseignants de ces classes qui deviendra plus tard l'institut d'état pour l'éducation spéciale. En 1922, elle est nommée professeure assistante de physiologie et neurologie puis, plus tard, d'anthropologie jusqu'en 1939.
Elle meurt le 15 décembre 1942, à Cracovie.

## Publications (sélection)
- Michalina Stefanowska. La disposition histologique du pigment dans les yeux des arthropodes sous l'influence de la lumière directe et de l'obscurité complète. Genève: [s.n.], 1889.
- Michalina Stefanowska et Camille Flammarion, "Niebo; przeklad Z francuskiego dr. M. Stefanowskiej Z licznymi rysunkami." npzf (1895).
- Michalina Stefanowska, La cellule nerveuse et les actes psychiques, In: Revue de l'Université de Bruxelles. - Bruxelles. - T. 6 (1901), 20 p.
- Michalina Stefanowska et Józefa Joteyko, Recherches algésimétriques, Académie royale de Belgique, 2, page (199-282) - 1903[5]
- Michalina Stefanowska et Józefa Joteyko, Psycho-physiologie de la douleur, Paris : F. Alcan, 1909[6]
- Michalina Stefanowska, Evolution de la théorie des neurones. 1909.